# Guía AWaRe (acceso, precaución y reserva) de la OMS para el uso de antibióticos
La Guía AWaRe (acceso, precaución y reserva) (2022) es una guía de la Organización Mundial de la Salud para el uso de antibióticos.Contiene información sobre infecciones comunes en niños y adultos, tanto en el ámbito de la atención primaria como en entornos hospitalarios. Además, incluye información sobre cómo administrar antibióticos, la dosis y la duración del tratamiento. También contiene instrucciones sobre cómo aliviar síntomas sin recetar antibióticos.
El libro es un complemento de la Lista modelo de medicamentos esenciales de la OMS, Medicamentos esenciales para niños y la clasificación de antibióticos AWaRe de la OMS.